# محمد قنوع
محمد قنوع (26 سبتمبر 1973 - 22 أبريل 2023)، ممثل مسرح وتلفزيون سوري، والده هو الفنّان والمخرج الإذاعي الراحل مروان قنوع. اشتهر بمشاركته في المسلسل الكوميدي (مرايا) مع الممثل السوري ياسر العظمة في العديد من الأجزاء، عُرف بأدواره البارزة في الدراما السورية وشارك في العديد من الأعمال والمسلسلات التلفزيونية بما يزيد عن 140 مسلسل، ترك بعد وفاته إرثًا كبيرًا من الأعمال الدرامية وشكلت وفاته المفاجئة صدمة كبيرة لمحبيه في العالم العربي.
شارك في أشهر المسلسلات السورية مثل «باب الحارة» و«بقعة ضوء» و«كسر عظم»، كما قدم بعض الأعمال في المسرح والسينما. أما آخر الأعمال التي شارك بها فهما مسلسل «العربجي» و«زقاق الجن» اللذان عُرضا خلال شهر رمضان في أبريل عام 2023.

## حياته
ولد في دمشق عام 1973 وهو ينتمي لأسرة فنية عريقة، فقد كان جده عازفاً لآلة الترومبيت الموسيقية، وكان أعمامه (هاشم، عمر، أحمد) فناني مسرح عملوا في مسرح دبابيس تحت اسم الفرقة الفني «الأخوين قنوع»، أما والده فهو المخرج الإذاعي مروان قنوع الذي يعتبر من الجيل المؤسس لفن التمثيل ومن رواد المسرح في سوريا، وأحد الأعضاء المؤسسين لنقابة الفنانين. عمل محمد مع والده في الإذاعة منذ أن كان طالبًا في الصف الرابع وظل يعمل حتى عام 2014. انضم إلى نقابة الفنانين السوريين في 3 مارس 1998.
كانت انطلاقته الحقيقية نحو الشهرة عندما اختاره الفنان ياسر العظمة ليشارك في سلسلة أجزاء مسلسل مرايا، كما عمل في مجال الإعلان التجاري لفترة. قدم خلال مسيرته الفنية ما يقرب من 140 مسلسل تنوعت بين الدراما والكوميديا والتراجيديا، وشارك في فيلم سينمائي واحد بعنوان «خارج التغطية» عام 2007.
في 25 يونيو 2022 عام أجرت الإعلامية اللبنانية رابعة الزيات مقابلة مع محمد قنوع في برنامج «شو القصة» أدلى فيه بالعديد من التصريحات التي فاجأت جمهوره، فقد ذكر أنه لا يملك ثروة كبيرة، وليس لديه بيت في دمشق ولا خارجها، إذ كان حريصًا على توفير الحياة الكريمة لأسرته وأن يدرس أولاده في أحسن المدارس. أبدى معارضته لأداء المشاهد الجريئة الخادشة للحياء، وأعرب عن فخره بارتداء زوجته وبناته الحجاب، والتزامهم بعادات وتقاليد المجتمع الشرقي المحافظ. كما رفض الزواج المدني واعتبره زواجًا غير شرعي، ورفض أيضًا زواج ابنته لشخص من ديانة مختلفة. وأبدى معارضته الشديدة للترويج لمفاهيم الشذوذ والمثلية الجنسية.
دخلت ابنته ماسة مجال التمثيل وهي طفلة وشاركت معه في عدة مسلسلات أشهرها مسلسل «بنات العيلة»، وعندما كبرت قررت أن تسير على نهج والدتها وترتدي الحجاب وتعتزل التمثيل، ذكر محمد قنوع أن الحجاب والفن لا يجتمعان، فمهنة التمثيل لا تتناسب مع ابنته ماسة، معربًا عن أمله في أن تمتهن الإخراج.

## حياته الخاصة
تزوج من سيدة من خارج الوسط الفني وله من الأبناء: عدنان ومروان ومايا وماسة.

## آراؤه ومواقفه
عُرف محمد قنوع بمواقفه المحافظة، إذ كان يُصنَّف ضمن الفنانين السوريين الملتزمين دينيًا واجتماعيًا. عبّر في أكثر من مناسبة عن رفضه للمظاهر التي اعتبرها «خارجة عن قيم المجتمع العربي»، وخصوصًا في ما يتعلق بالمثلية الجنسية، حيث صرّح خلال لقائه في برنامج المزح نصه جد سنة 2022 أنه «يرفض الشذوذ الجنسي جملةً وتفصيلًا»، واعتبره «مرضًا نفسيًا يجب معالجته». عبّر في أكثر من لقاء عن اعتزازه ببيئته الدينية، وصرّح بأنه يوازن بين عمله في الفن وبين قيمه الأخلاقية، صرّح في لقاءات عدّة أنه يرفض تقديم مشاهد خادشة للحياء احترامًا لزوجته وأولاده، وللجمهوره، إذ قال في إحدى مقابلاته: «أنا فنان، لكن لا أقدّم شيئًا يُخجل أولادي أو يخالف ديني وتربيتي».
أشاد كثير من زملائه في الوسط الفني بـ «أخلاقه العالية وسيرته المستقيمة»، وكان يُعرف بابتعاده عن الخلافات الإعلامية، وحرصه على احترام جمهوره وأسرته.

## وفاته
توفي في 22 أبريل 2023 عن عمر ناهز 49 عامًا إثر إصابته باحتشاء بعضلة القلب بشكل مفاجئ، بينما أفادت وسائل إعلام محلية بأن وفاته جاءت بعد عملية قسطرة قلبية. شيع جثمانه من مشفى دار الشفاء في دمشق، ووُري جثمانه الثرى في مقبرة المزة.
كتبت نقابة الفنانين السوريين عبر صفحتها في فيسبوك تنعى قنوع: «نقابة الفنانين في الجمهورية العربية السورية تنعي إليكم وفاة الزميل النجم محمد قنوع.. لروح فقيدنا الرحمة والسكينة ولنا ولأسرته وأحبائه خالص الصبر والعزاء في هذا المصاب الجلل».

## أعماله

### في المسرح
- شارك في جميع الأعمال المسرحية لـ«مسرح دبابيس».
- شارك في مسرحية درب الخبز 2018 مع جوقة الفرح

### في السينما
- خارج التغطية 2007

### في التلفزيون
- 1994 قضية عائلية
- 1995 مرايا 1995
- 1995 خلف الجدران
- 1996 مرايا 1996
- 1996 مدير بالصدفة (مسلسل)
- 1998 مرايا 1997
- 1999 مرايا 1998
- 1998 سفر
- 1999 مزاد علني
- 1999 مرايا 2000
- 1999 أهل وحبايب
- 2000 سباق للزواج
- 2000 حكايا
- 2001 مقامات بديع الزمان الهمذاني
- 2001 لشو الحكي
- 2001 مرايا
- 2002 حديث المرايا
- 2002 بقعة ضوء ج2
- 2002 السفينة - رحلة 13
- 2003 أبو المفهومية
- 2003 الياسمين والاسمنت
- 2003 قانون ولكن
- 2003 أيامنا الحلوة
- 2004 ليالي الصالحية
- 2004 عصر الجنون
- 2004 حكاية خريف
- 2004 بقعة ضوء ج4
- 2004 الخيط الأبيض
- 2005 الغدر
- 2005 خفية
- 2005 حديث المرايا
- 2005 خمسة وخميسة
- 2006 باب الحارة
- 2006 غزلان في غابة الذئاب
- 2006 وشاء الهوى
- 2006 مرايا
- 2006 أسياد المال
- 2007 على حافة الهاوية
- 2007 باب الحارة
- 2007 سيرة الحب (مسلسل)
- 2008 أولاد القيمرية
- 2008 باب الحارة
- 2008 بيت جدي
- 2008 يوم ممطر آخر
- 2008 ملامح بشر
- 2008 جمال الروح
- 2009 باب الحارة
- 2009 الحصرم الشامي
- 2009 زمن العار
- 2009 الشام العدية
- 2009 سحابة صيف
- 2009 حياة أخرى
- 2009 قلوب صغيرة
- 2009 زلزال
- 2009 شتاء ساخن
- 2009 ابن الأرندلي
- 2010 أسعد الوراق
- 2010 أهل الراية
- 2010 ساعة الصفر
- 2010 الدبور
- 2010 القعقاع بن عمرو التميمي
- 2010 تخت شرقي
- 2010 الصندوق الأسود (مسلسل سوري)
- 2010 أبو جانتي
- 2010 أبو خليل القباني
- 2010 صبايا (مسلسل)
- 2010 باب الحارة
- 2011 أيام الدراسة (مسلسل)
- 2011 مرايا (مسلسل)
- 2011 الولادة من الخاصرة
- 2011 ملح الحياة
- 2011 في حضرة الغياب
- 2011 العشق الحرام
- 2011 صايعين ضايعين
- 2011 مغامرات دليلة والزيبق
- 2012 رومانتيكا
- 2012 أيام الدراسة
- 2012 الأميمي
- 2012 سيت كاز
- 2012 المفتاح
- 2012 أرواح عارية
- 2012 بنات العيلة
- 2012 مختار حارتنا
- 2012 طاحون الشر
- 2013 مرايا
- 2014 خواتم
- 2014 بقعة ضوء
- 2014 باب الحارة
- 2015 حارة المشرقة
- 2015 بانتظار الياسمين
- 2015 باب الحارة
- 2015 شهر زمان
- 2015 عناية مشددة
- 2015 دنيا
- 2016 باب الحارة
- 2016 مذنبون ابرياء
- 2016 شوق
- 2016 أيام لا تنسى
- 2017 باب الحارة
- 2018 رائحة الروح
- 2018 المهلب بن أبي صفرة
- 2018 فوضى
- 2019 حرملك
- 2019 باب الحارة
- 2019 دبل فيس
- 2021 حارة القبة (مسلسل)
- 2021 السنونو
- 2021 على صفيح ساخن
- 2022 على قيد الحب
- 2022 كسر عضم
- 2022 مع وقف التنفيذ
- 2022 حوازيق
- 2023 ليلة السقوط
- 2023 العربجي

- 2023 زقاق الجن .. الكركون

## روابط خارجية
- محمد قنوع على موقع IMDb (الإنجليزية)
- محمد قنوع على موقع قاعدة بيانات الأفلام العربية